# 보디 스타킹

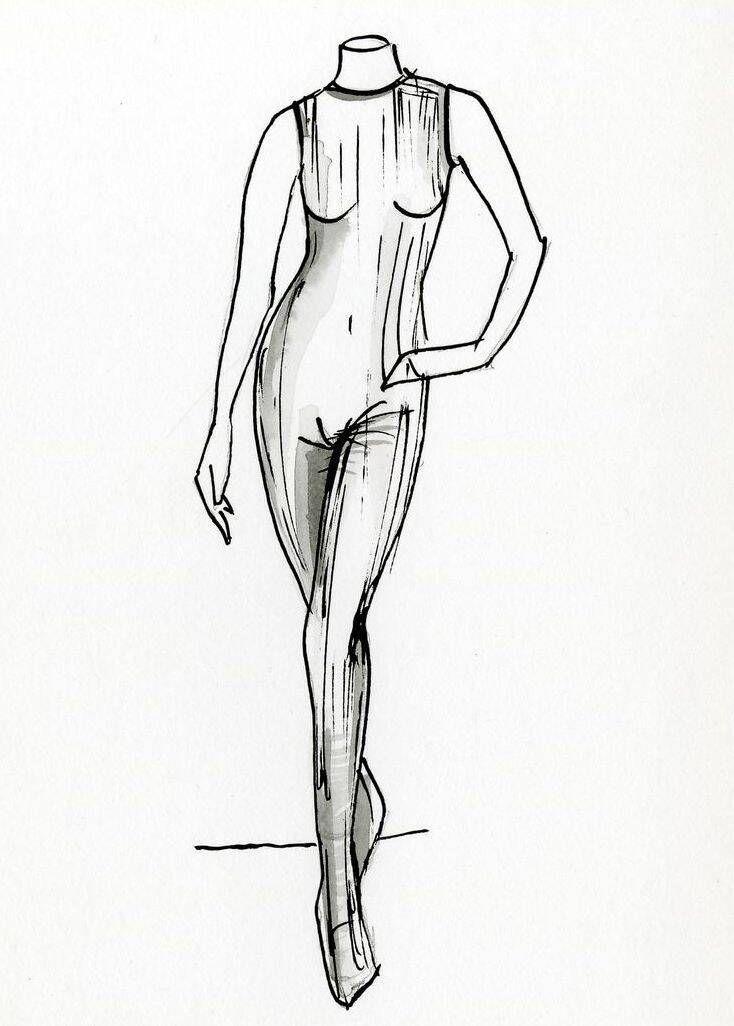

보디 스타킹(영어: bodystocking, 문화어: 전신양말)은 몸 전체에 걸칠 수 있게 파운데이션(기본 속옷)과 스타킹이 결합된 형태로 만들어진 여성용의 속옷이다. 체형을 보정하기 위한 용도와 보온 용도로 이용된다. 보디 스타킹은 여성용 스타킹의 일종으로, 스타킹과 팬티, 상의가 결합된 형태를 하고 있어 머리와 손목을 제외한 몸 전체를 감싼다. 다만 착용후 탈의가 불편하고 특히 화장실을 이용해야 할 때 문제점이 발생하기 때문에 보디 스타킹은 국부 부분이 개방되어 있고 팬티와 브래지어를 먼저 입고 스타킹을 착용하는 게 아니라 스타킹을 먼저 착용한 후에 팬티와 브래지어를 착용한다. 즉 보디 스타킹은 완전히 나체인 상태에서 착용해야 한다. 그렇지 않고 속옷을 착용한 상태에서 보디 스타킹을 착용할 경우 화장실 출입시 매우 난처하게 된다.
한국에는 그리 보편화되어 있지 않지만 북미지역과 유럽지역에서는 널리 이용되고 특히 날씨가 추운 캐나다와 북유럽에서 내복 대용으로 많이 애용된다. 또한 발레리나, 여성 에어로빅 선수, 댄서 등의 직업을 가진 여성들이 착용하기도 한다. 의외로 팬티 스타킹은 레오타드에 어울리지 않는데 팬티 스타킹의 허리 밴드가 노출되기 때문이다. 허리 밴드의 노출을 막기 위해서 레오타드를 입게 되면 보디 스타킹을 착용하는 것이 좋다.

## 같이 보기
- 스타킹
- 전신 타이츠